# Gökhan Özoğuz
Gökhan Özoğuz (Istanbul, 14 ottobre 1976) è un cantante e chitarrista turco.
Insieme al fratello gemello Hakan ha fondato il gruppo ska punk Athena, di cui il duo costituisce gli unici membri fissi.